# آرجان سینگ
آرجان سینگ (۱۵ آوریل ۱۹۱۹ – ۱۵ سپتامبر ۲۰۱۷) افسر ارشد نیروی هوایی هند بود. وی از سال ۱۹۶۴ تا ۱۹۶۹ به عنوان سومین رئیس ستاد نیروی هوایی هند خدمت کرد و او در زمان جنگ هند و پاکستان ۱۹۶۵ رهبری نیروی هوایی را بر عهده داشت. وی اولین و تنها افسر نیروی هوایی هند (IAF) بود که به عنوان مارشال نیروی هوایی هند به درجه پنج ستاره ارتقا یافت، که این رتبه برابر با درجه فیلد مارشال در ارتش است.
سینگ در ۱۹ سالگی به کالج نیروی هوایی سلطنتی کرانول پیوست و در سال ۱۹۳۹ فارغ‌التحصیل شد. او به اسکادران شماره 1 IAF پیوست و در استان مرزی شمال غربی خدمت کرد. در جنگ جهانی دوم، وی در طی کارزار آراکان فرماندهی این اسکادران را بر عهده داشت و به او صلیب برجسته پرواز اعطا شد. در سال ۱۹۴۵، وی در کالج کارکنان RAF، براکنل تحصیل کرد. پس از تقسیم هند در سال ۱۹۴۷، او اولین پرواز هواپیماهای نیروی هوایی سلطنتی هند (RIAF) را بر فراز قلعه سرخ در دهلی هدایت کرد. وی سپس فرماندهی ایستگاه نیروی هوایی، آمبلا را رتبه ناخدا گروه انجام داد. در سال ۱۹۵۰، پس از گذراندن دوره کارکنان در کالج دفاع مشترک دفاع، لاتیمر، باکینگهام شایر، به درجه Air Commodore ارتقا یافت و فرماندهی عملیاتی را بر عهده گرفت. او فرماندهی عملیاتی را در دو مقطع فرماندهی کرد. در سال ۱۹۵۸، این پست به فرماندهی کل افسر هوایی در درجه معاون مارشال هوائی ارتقا یافت.
وی پس از حضور در کالج دفاع سلطنتی در سال ۱۹۶۰، به عنوان افسر هوایی مسئول اداره در ستاد هوایی خدمت کرد. در سال ۱۹۶۳ وی به عنوان معاون رئیس ستاد هوایی و سپس به عنوان معاون رئیس ستاد هوایی مسئولیت پذیرفت. سینگ در ۱ اوت ۱۹۶۴ به عنوان رئیس ستاد هوایی منصوب شد. وی برای خدمات برجسته خود در فرماندهی IAF در طول جنگ هند و پاکستان در سال ۱۹۶۵، پادما ویبوشن به وی اعطا شد و در سال ۱۹۶۶ اولین افسر IAF شد که به سمت سردار هوایی ارتقا یافت.
پس از بازنشستگی از IAF، سینگ به عنوان دیپلمات، سیاستمدار و مشاور دولت هند خدمت کرد. وی از ۱۹۷۱ تا ۱۹۷۴ به عنوان سفیر هند در سوئیس، بارگاه مقدس و لیختن اشتاین و از ۱۹۷۴ تا ۱۹۷۷ به عنوان کمیساریای عالی هند در کنیا خدمت کرد. وی سپس از سال ۱۹۸۹ تا ۱۹۹۰ به عنوان فرماندار ستوان دهلی خدمت کرد. در ژانویه ۲۰۰۲، درجه مارشال نیروی هوایی هند به سینگ، اولین و تنها افسر IAF که این افتخار را دریافت کرد، اعطا شد.

## کودکی و تحصیل

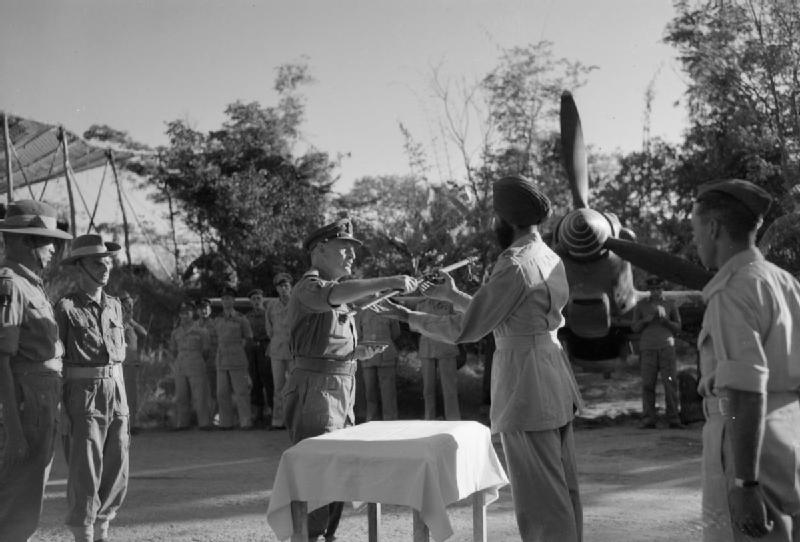
آرجان سینگ در سال 1939

سینگ در ۱۵ آوریل ۱۹۱۹ در لیال‌پور (در حال حاضر فیصل آباد)، شهری در استان پنجاب سابق هند (در پاکستان امروزی) به دنیا آمد و ریشه اجدادی او به مردم جات می‌رسید. مردان خانواده با حفظ سنت‌های اجتماعی به نیروهای مسلح می‌پیوستند و سینگ چهارمین نسل خانواده‌اش بود که به نیروهای مسلح هند بریتانیا ملحق می‌شد. پدرش در زمان تولد او سرجوخه بود. پس از سه نسل از مردان این خاندان که در رده‌های پایین و متوسط ارتش خدمت می‌کردند، سینگ قرار بود اولین عضو خانواده‌اش شود که به یک افسر تبدیل شود.
سینگ از مونتگمری، هند بریتانیا (که اکنون در ساهیوال، پاکستان قرار دارد) درس می‌خواند و در آنجا یک ورزش‌کار معروف بود، سپس سینگ در کالج دولتی لاهور شرکت کرد. او کاپیتان تیم شنا کالج بود و چهار رکورد دانشگاه پنجاب و چهار دانشگاه در شنا را بر عهده داشت. او همچنین در یک مسابقه شنای یک مایلی در سال ۱۹۳۸ پیروز شد. سینگ در سال ۱۹۳۸ وارد کالج سلطنتی رف شد. در کالج، او کاپیتان تیم‌های شنا، ورزشی و هاکی بود.